# Happy Days (canción de Blink-182)
«Happy Days» —en español: «Días felices»— es una canción grabada por la banda de rock estadounidense Blink-182. La canción fue lanzada el 1 de julio de 2019 a través de Columbia Records, como el tercer sencillo del octavo álbum de estudio de la banda Nine. La canción es una pista contemplativa y acelerada sobre la frustración personal. Fue escrito por el bajista Mark Hoppus y el baterista Travis Barker, así como por el productor Tim Pagnotta y el compositor Sam Hollander. Hoppus desarrolló el concepto de la canción basándose en su lucha personal con la ansiedad y la depresión.
El video musical de la canción fue filmado durante la pandemia de COVID-19 y muestra a la banda actuando desde casa en cuarentena. También incluye clips enviados por fans en las redes sociales que realizan tareas diarias como relajarse con mascotas o lavarse las manos. El video le valió a la banda dos nominaciones en los MTV Video Music Awards 2020, su primer guiño de este tipo en casi dos décadas. La canción recibió críticas mixtas de los críticos y solo se ubicó en el Reino Unido, donde alcanzó su punto máximo dentro del top 20 de las listas de rock.

## Antecedentes
"Happy Days" examina la ira y la confusión personales. El bajista de Blink-182, Mark Hoppus, quien ofrece voces solistas en la pista, desarrolló el concepto de la canción basándose en su propia lucha con la ansiedad y la depresión, que había empeorado cuando la banda estaba grabando Nine.  En una entrevista, Hoppus dijo que la canción anima a los oyentes a "ir a un lugar mejor y dejar atrás todas estas tonterías". En el coro, Hoppus señala las "paredes de aislamiento dentro de mi dolor", y agrega: "Y no sé si estoy listo para cambiar". La banda estrenó la canción el 1 de julio de 2019, el día 182 del año.

## Video musical
El video musical de "Happy Days" fue dirigido por Andrew Sandler y manejado por la productora Underwonder Content. Fue lanzado en YouTube el 9 de abril de 2020. En el clip, que fue filmado en su totalidad en teléfonos inteligentes y en ángulo vertical, hay imágenes de Hoppus, Barker y Skiba actuando desde sus hogares, intercaladas con imágenes de fanáticos y amigos. El concepto del video surgió del brote del virus COVID-19 en los Estados Unidos, que obligó a muchos a ponerse en cuarentena en sus hogares y distanciarse socialmente. La banda había solicitado dos semanas antes en las redes sociales que los fanáticos enviaran clips de sí mismos para aparecer en el video. El video presenta varios comportamientos diarios, como interactuar con mascotas, lavarse las manos y tocar instrumentos. El clip presenta cameos de varias celebridades, incluidos Steve-O, Machine Gun Kelly y el líder de The Used, Bert McCracken.
El video fue nominado para dos categorías en los MTV Video Music Awards 2020: Mejor video de rock y Mejor video musical desde casa, pero no ganó. Blink-182 fue nominado por última vez a un VMA en 2002 como Mejor Video grupal por su sencillo "First Date"; como tal, los guiños fueron las primeras nominaciones de la banda en casi dos décadas.

## Lista de canciones
- Descarga digital

1. "Happy Days" – 2:59